# Celduin
Reka Celduin (tudi reka Tok; prevod: B. Gradišnik) izvira v Ereborju in s pragozdno reko polni Esgaroth oz. Dolgo jezero, teče naprej skozi Rhovanion in se zlije z reko Carnen (Rdečo vodo) ter izlije v Rhûnsko morje.

## Tok reke
Reka Tok je dolga 966 km (600 milj) in se izliva iz Glavne dveri Samotne gore, se spusti preko dveh slapov in zavije okoli Dola. Za Krokarjevim hribom se usmeri proti zahodu, nato pa proti vzhodu in jugu do Dolgega jezera, ter tam skozi vzhodno obrobje Mrkolesja, nato proti jugovzhodu skozi na videz nenaseljene predele Rhovaniona do sotočja s Carnen in nazadnje v širokem loku proti jugovzhodu mimo dežele Dorwinion do velikega notranjega morja Rhûn.
Reka Tok ima tri pritoke: Pragozdno reko, ki se z zahoda zliva v Dolgo jezero; majhno neimenovano rečico, ki je tekla iz Mrkolesnih gora in se zlije v Tok severno od Stare pragozdne steze; ter Rdečo vodo, ki se v Tok zlije s severovzhoda približno na polovici poti med Mrkolesjem in Rhûnskim morjem. Tok reke se konča v Rhûnskem morju.

## Zgodovina
V trinajstem stoletju Tretjega veka je Tok tvoril severovzhodno mejo dežele, ki ji je vladal Vidugavi. Med veliko kugo leta 1636 t.v. je umrla več kot polovica prebivalcev Rhovaniona, ko pa so z vzhoda vdrli Vozotaji (od leta 1851), so preostali Severnjaki v regiji zbežali čez Tok in se združili z ljudstvom Dola. Ko se je nevarnost Vozotajev končala, so se nekateri Severnjaki vrnili na bregove Toka; toda ko je Cirion postal upravitelj Gondorja, je izvedel, da so novi Vzhodnjaki spet pregnali preostanek Severnjakov po Toku.
V času, ko je Thráin I. ustanovil škratje kraljestvo na Samotni gori (leta 1999), in prihodom Smauga (leta 2770) so se Severnjaki, ki so živeli med Tokom in Rdečo vodo, okrepili in odbili vse vzhodne sovražnike. Tudi po prihodu zmaja na Samotno goro je bil Tok še vedno trgovska pot za Thranduilovo kraljestvo, mesto Esgaroth in kraje na jugu.

## Druge različice Legendariuma
V najzgodnejši različici zemljevida, ki je nastal Thrórov zemljevid v Hobitu, je reka Tok tekla skoraj proti vzhodu od ruševin Dola. Na tem zemljevidu je Tolkien prečrtal tok proti vzhodu in vnesel zavoj do Dolgega jezera ter spremembo poudaril s puščico.